# 岐阜県立坂下高等学校
岐阜県立坂下高等学校 （ぎふけんりつ さかしたこうとうがっこう）は、岐阜県中津川市坂下に所在する公立高等学校。

## 概要
1948年（昭和23年）に坂下町立坂下実業高等学校として創立。2003年（平成15年）から男女共学になり、学科が改編された。2009年（平成21年）には、法律の改正にともない、介護福祉士の資格取得には履修する専門科目を増やす必要があり、そのための専門教育を行う福祉科と、衣食住について学ぶ生活文化科に改編された。

## 沿革
- 1948年 - 坂下町立坂下実業高等学校（定時制）を設立。
- 1950年 - 川上分校設置。
- 1953年 - 岐阜県立坂下高等学校に改称される。
- 1954年 - 川上分校を廃止。
- 1964年 - 岐阜県立坂下女子高等学校に改称し、全日制普通科に改編する。
- 1969年 - 家政科に改編する。
- 1994年 - 生活文化科に改編する。
- 2003年 - 共学化し、岐阜県立坂下高等学校に改称。普通科・福祉ライフ科に改編する。
- 2009年 - 福祉ライフ科の募集を停止し、福祉科・生活文化科を設置する。
- 2018年 - 福祉科の県外からの募集を開始する。
- 2021年 - 生活文化科を生活デザイン科に改称[1]。
- 2022年 - 普通科、生活デザイン科募集停止。地域探究科新設[2]。

## 部活動
- 運動系 - バレーボール、バドミントン、ソフトテニス、陸上競技、弓道
- 文化系 - ギター・マンドリン、手芸、茶華道、文芸、美術
- 同好会 - ボランティア

## アクセス
- JR中央本線坂下駅 徒歩約15分